# 场面调度
场面调度（法語：Mise en scène，法語發音：[miz.ɑ̃.sɛn]）是戏剧或电影制作中的一种表现手法，本质上是指“视觉主题”或“讲故事”，通过分鏡、电影摄影和舞台设计的视觉艺术手法，并通过导演富有诗意的方式来表达。它也常被用来指电影中的多个单一场景来表现电影。被称为电影批论的“宏大未定义词汇”。

## 电影运用中的定义
当场面调度应用于电影时，它指的是相机及其布置前的一切事物——構圖、场景、道具、演员、服装和照明。场景调度随着电影的摄影和剪辑，影响了电影在其观众的眼中的逼真度或可信度。设计的各种元素通过产生时间和空间感，以及设置的情绪，有时候能暗示角色的内心状态。场景调度还包括由演员的定位和移动以及镜头中的对象形成的构图组成。这些都是由导演监督的领域。 与导演合作的最重要的人之一是美術指導。这两者紧密合作，在实际摄影之前相当长的时间（甚至到开始）内完善场面调度的所有方面。美術指導通常负责电影的整体外观，负责领导各个部门，负责个人场景、地点、道具和服装等等。著名法国电影评论家和电影理论家安德烈·巴赞，将这种布景美学描述为不通过剪辑的场景中的精心编排。
因为它与镜头拦截的关系，也是专业编剧中有时用来表示对话之间的描述性（动作）段落的术语。

## 主要方面

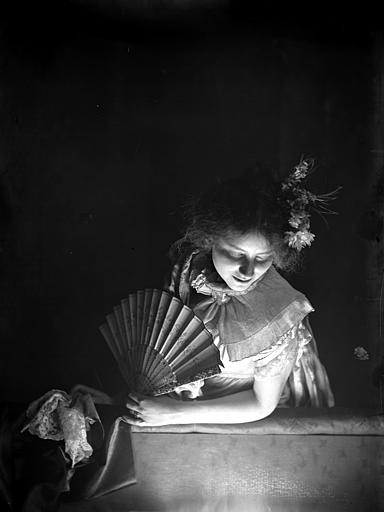
Constant Puyo的场面调度

场景设计
"场景布置"的重要元素之一是场景的佈置和场景中的物体（道具）的设置。佈景设计可用于放大人物情感或主导情绪，包括电影中的身体、社会、心理、情感、经济和文化意义。 美術指導和导演負責決定的重要事項之一就是選擇外景拍摄还是片场拍摄。这两者的主要区别在于：片场拍摄时，必須備置所有佈景和道具；外景拍攝則可以利用某些現成的景物。片场拍摄由於成本效益較高，比外景拍摄更为普遍。
电影摄影
灯光的强度、方向和质量会影响观众对人物、动作、主题和情绪的理解。 光和陰影可以强调纹理、形状、距离、情绪，表明時間是在白天或夜晚，顯示季节等；它会影响颜色在色调或深度上的呈现方式，并能使观众将注意力集中在构图的特定元素上。例如，高光可以唤起人们对形状和纹理的关注，而阴影往往隐藏着事物，创造出一种神秘或恐惧的感觉。因此，必须事先对灯光进行彻底的规划，以确保其对观众的预期效果。摄像机和灯光的協調在这个过程中十分重要。
空间
空间的表现影响了电影的阅读。电影中场景和物体的深度、接近程度、大小和比例都可以通过相机的放置和镜头、灯光、布景设计来加以控制，从而有效地确定故事世界中各種要素的情绪或关系。
视觉艺术
在框架内的物体、角色和空间的组织。关于电影构图的一个最重要的概念是保持对称的平衡。这指的是在一个镜头中，光线、颜色、物体和/或图形宜均匀分佈。不平衡的构图可以用来强调电影的某些导演希望给予特别注意的元素。这个工具之所以有效，是因为观众更倾向于关注一些不平衡的东西，因为这些事物看起来很不同寻常。导演布置的角色位置也会因角色的重要性而有所不同。
服装设计
服装就是指人物穿的衣服。使用特定的颜色或图案，叙事电影中的服装是用来表現人物或明确人物之间的区别。
化裝师
化裝可通過塑造人物外貌來表示情節的時間先後次序，揭示人物性格特征等。
演员
电影中的表演风格因時代和地域文化而异。在早期，舞台表演和电影表演是很难区分的，因为大多数电影演员原本都是舞台演员，不知道其他表演方法。因此，早期的情节剧风格，显然得益于19世纪的戏剧，賦予了西方电影一种相对自然的风格。这种自然的表演风格在很大程度上受到了康斯坦丁·斯坦尼斯拉夫斯基（Konstantin Stanislavski）相關理论的影响，要求演员完全沉浸在自己的角色中。
电影胶片
選擇黑白的還是彩色的、微粒的還是颗粒状的。
高寬比:pp.42–44
指矩形图像宽度与高度的关系。每种高宽比都会产生一种看待世界的不同方式，并且是电影表现意义的基础。

### 深入阅读
- 博德维尔,大卫和克里斯汀·汤普森。“第六章——拍摄:场面调度。”:电影艺术:一个介绍。纽约:麦格劳-希尔,2010年,9日。艾德,页175 - 228。ISBN 978-0-07-122057-6,OCLC 456179577和OCLC 456179577。
- 马丁,艾德里安。舞台演出和电影风格。从古典好莱坞新媒体艺术。2014年英国,帕尔格雷夫麦克米伦。ISBN 978-1-349-44417-5。